# Amalou
Pour les articles homonymes, voir Amalou (homonymie).
Amalou est une commune de la wilaya de Béjaïa en Algérie, elle est située dans la vallée de la Soummam. La commune compte 8 602 habitants au recensement de 2008.

## Géographie
|       | Seddouk  |              |
| Akbou | Amalou   | Beni Maouche |
|       | Bouhamza |              |

17 villages :
- Ighil Igueni
- Ath Djemhour
- Thaddart Ouadda
- Ath Djaad
- Thigharmine
- Ighil N Tala
- Thaourirth
- Akourma
- Ikharchouchene
- Timesririne
- Boushel
- Biziou
- Gribou
- Tizi Larbaa
- Isaaddounene
- Tizi oukdem
- Tizi lemnaa

## Toponymie
Le toponyme Amalou est issu de la racine berbère ML signifiant « versant le moins ensoleillé », « le côté de l'ombre où la neige reste le plus longtemps ».

## Personnalités de Amalou
- Rabie Ben Mokhtar (1944-2015), réalisateur de cinéma et de télévision, y est né.
- Nouara Chenna, Thamila de son nom d'artiste y est née.
- Abderrahmane Farès, premier Président de l'Exécutif provisoire algérien y est né.
- Tewfik Farès, producteur, cinéaste et réalisateur algérien en est originaire.
- Allaoua Zerrouki, célèbre chanteur kabyle y est né.